# Tributylamin
Tributylamin je organická sloučenina se vzorcem (C4H9)3N.

## Použití
Tributylamin se používá jako katalyzátor a rozpouštědlo v organické syntéze a při výrobě polymerů, například polyuretanů.